# 邓家塘乡
邓家塘乡，是中华人民共和国湖南省郴州市苏仙区下辖的一个乡镇级行政单位。

## 行政区划
邓家塘乡下辖以下地区：
邓家塘社区、邓家塘村、两湾洞村、江南村、南水界村、太平头村和肖家山村。